# Пресняков Володимир Петрович
Володимир Петрович Пресняков (26 березня 1946, Ходорів Стрийського району Львівської області, Українська РСР, СРСР) — російський композитор, аранжувальник, саксофоніст. Заслужений артист Росії (1996). Заслужений діяч мистецтв Росії (2007). Чоловік солістки ВІА «Самоцвіти» Олени Петрівни Преснякової, батько співака Володимира Преснякова-молодшого, дід актора та співака Микити Преснякова.

## Біографія

### Походження
Потомственний музикант, продовжувач сімейних традицій багатьох поколінь. Народився в сім'ї Петра Михайловича та Марії Семенівни Преснякових. Мати була музикантом-любителем, володіла багатьма інструментами.

### Освіта
У 1957 році вступив до Свердловської військової школи музикантських вихованців за класом кларнету.
У 1963 році перейшов на навчання до Свердловського музичного училища імені П. І. Чайковського, яке закінчив у 1967 році. Під час навчання захопився грою на саксофоні, який згодом став його улюбленим музичним інструментом. Спочатку доводилося займатися потай, оскільки в ті роки в училищі не віталася гра на цьому інструменті.

### Кар'єра

#### 1960-ті
Незабаром після закінчення училища став лауреатом Московського міжнародного фестивалю джазової музики у складі квартету видатного радянського джазового піаніста Бориса Ричкова, який став кумиром та вчителем молодого музиканта на довгі роки.
У 1965 році виступав в одному із найстаріших молдавських ансамблів — ВІА «Норок», який пізніше був заборонений наказом міністра культури СРСР Катерини Фурцевої. Ансамблю було дано назву «Про що співають гітари».
1967 року його призвали до армії. Спочатку служив у спортивній роті, тому що був футболістом- першорозрядником, потім був переведений до Окружного дому офіцерів міста Свердловська як музикант і до кінця служби керував там оркестром.
У 1965 році, будучи керівником естрадного ансамблю Свердловської філармонії, познайомився з молодою співачкою Оленою Кобзєвою. Після першої ж репетиції запросив її у свій ансамбль солісткою. В 1967 році Кобзєва завагітніла від Преснякова, в результаті чого вони побралися в листопаді 1967-го. У березні 1968 року у них народився син Володимир.
За час служби в армії став лавреатом ще кількох джазових фестивалів — служба в Будинку офіцерів дозволяла достатньо часу приділяти грі на улюбленому інструменті — саксофоні. Після повернення з армії працював в ансамблі відомої співачки Гюллі Миколаївни Чохелі. Потім був керівником та саксофоністом у кількох інших колективах.

#### 1970-ті
«Про що співають гітари» продовжував виступи країною під його керівництвом до 1975 року, коли він зазнав репресій Міністерства культури і був розформований. Поява розгромної статті в газеті «Правда», автором якої була Валентина Терська, призвела до заборони діяльності цього ансамблю. Набір звинувачень був стандартним для того часу: «низкопоклонництво перед Заходом», «кудлаті зачіски», «зухвала поведінка на сцені», «мерзенний репертуар», «огидні костюми» тощо. Після цієї статті не брали на роботу навіть у самодіяльність, це були дуже важкі часи у моральному та матеріальному плані.
Порятунок прийшов восени 1975 року з дзвінком до Свердловська Юрія Малікова, який запросив Преснякових у новостворений ансамбль «Самцвіти». Тоді у найпопулярнішому ансамблі країни стався розкол — музиканти пішли створювати ВІА «Полум'я», а Маліков став рекрутувати нових. Звичайно, він вирішив запросити і такого чудового саксофоніста та аранжувальника, як Володимир Пресняков. Володимир їде зі Свердловська на прослуховування спочатку один, потім дзвонить додому дружині Олені: «Нас беруть, приїдь, треба ризикнути!» Разом із батьками до Москви переїжджає і син Володимир.
За час роботи в «Самоцвітах» було написано багато пісень, які стали дуже популярними: «Лето, лето, лето», «Дрессировщик», «Салют», «Али-Баба», «Ты скажи», «Бумажный кораблик», «Рассвет — закат» тощо.

#### 1980-ті
Коли 1987 року син Володимир робить серйозні спроби початку сольної кар'єри, Пресняков-старший йде з «Самоцвітів» і починає працювати у сина саксофоністом. Причому в концертній програмі сина Володимир Петрович має свій сольний номер, де він виконує джазові композиції на саксофоні.

#### 1990-ті
У 1994 році на фірмі «NR Records» вийшов компакт-диск з інструментальними версіями альбому «The Beatles» «Клуб одиноких сердец сержанта Пеппера» (соло на саксофоні В. Преснякова-старшого). Автор інструментальної, зокрема джазової, музики; пісень — написав два альбоми пісень для Олександра Кальянова (на тексти Олександра Вулих, Олександра Драта та інших). 12 нових пісень написав для відродженого ансамблю «Самоцвіти», у складі якого працюють Олена Преснякова, Георгій Власенко, Олександр Нефьодов та Олег Слєпцов. З композиторських робіт Преснякова-старшого відомий альбом «Гороскоп» — цикл із 12 пісень, в якому популярні артисти представляють знаки зодіаку (фірма «Мелодія»). Рок-мюзикл «Вулиця» було поставлено на сцені Палацу спорту «Лужники» (солісти Сергій Мінаєв, Володимир Пресняков-молодший, Володимир Маркін).
До початку 1997 року Володимир Пресняков-старший закінчує і альбом пісень, які сам і співає (реліз так і не відбувається).
Попутно працює і над другим альбомом для ансамблю «Самоцвіти», що відродився в 1995 році. Диск «Самоцвітів» виходить восени. Композитор та аранжувальник пісень — Пресняков-старший. Попутно з роботою в групі сина, що супроводжує, Володимир продовжує залишатися фанатом джазу. Його колекція цієї музики на компакт-дисках — одна з найповніших у всій Росії.
1998 року виходить диск, де Пресняков-старший виконує на саксофоні популярні композиції XX століття. Надалі Володимир Петрович продовжує писати для «Самоцвітів», працювати з сином і колекціонувати джазові альбоми.
Він брав участь у записі кількох сотень пісень різних виконавців як автор пісень та саксофоніст, таких як «Расскажи» Григорія Лепса у 2000 році. У 2010 році був випущений альбом із музичними композиціями Володимира Преснякова «Золотая коллекция романса», до якого увійшла пісня на вірші московської поетеси Ольги Журавльової «Твоим глазам», про що було укладено договір від 2 вересня 2009 року між агентом І. Смирновим як «ліцензіат» і авторкою — О. Журавльовою. Пісня вперше була виконана Мариною Смирновою.
Володимиром Петровичем Пресняковим написано сотні пісень, виконаних багатьма зірками вітчизняної естради. Его песни поют Алла Пугачёва, Лев Лещенко, Алексей Глызин, Сергей Минаев, Людмила Сенчина, Лариса Долина, Михаил Боярский, Александр Кальянов, Александр Градский, Владимир Кузьмин, Игорь Николаев, Владимир Пресняков-младший, Андрей Сапунов, Александр Барыкин, Кристина Орбакайте, Філіп Кіркоров, Микола Басков, Нані Брегвадзе, Тамара Гвердцителі, ансамбль «Самоцвіти».

## Особисте життя
- Дружина — Олена Петрівна Преснякова (до шлюбу Кобзєва) — солістка ансамблю «Самоцвіти» (нар.. 19 листопада 1946)
  - Син — Володимир Володимирович Пресняков — естрадний співак (нар.. 29 березня 1968)
    - Онук — Микита Володимирович Пресняков — рок-співак, лідер та вокаліст alternative metal гурту «MULTIVERSE» (нар.. 21 травня 1991)
    - Онук — Артемій Володимирович Пресняков (нар.. 5 червня 2015 року)
    - Онук — Іван Володимирович Пресняков (нар.. 22 жовтня 2020 року)

У Преснякова-старшого на тілі п'ять татуювань. Одна — у формі барана, інша зображує китайську змію. Третя — абстрактний саксофон. Ще є знак Марса та символ інь-ян.
25 квітня 2018 року Володимир Пресняков був госпіталізований до однієї з московських лікарень після інфаркту.

## Хобі
- Любить футбол, є незмінним учасником футбольного клубу зірок Росії «Артист».
- У клубі любителів пива має членський квиток № 1.
- Як президент очолює Клуб любителів Volkswagen.

## Нагороди
У 1996 році удостоєний звання заслуженого артиста Російської Федерації . 27 травня 2007 року йому присвоєно почесне звання заслуженого діяча мистецтв Російської Федерації (2020).

## Дискографія
- 1988 — «Гороскоп» («Мелодия»);
- 1989 — «Провинция» («Мелодия»);
- 1993 — «Sgt.P» (N.P.Studio);
- 1994 — «Sgt. P…» (NP-Records, CD);
- 1994 — «Депрессия» (NP-Records_CD);
- 1996 — «Sax World Hits» («Видеосервис»);
- 1997 — «Женщина» («Полиграм»);
- 1998 — «Мой сын» (N.P.Studio);
- 1998 — «Мы стали другими» (Gala Rekords);
- 2010 — «Золотая коллекция романса»;
- 2012 — «Nostalgie»;
- 2021 — «Новеллы для фортепиано».